# Août 1826

## Événements
- Afrique : les Britanniques infligent une défaite militaire aux Ashanti à Doudoua. Ils ne sont plus tenus de leur verser tribut pour être autorisés à commercer. Ils confortent leur présence en Gold Coast aux dépens de l’État Ashanti, en mettant à profit la lutte qui oppose depuis vingt ans Ashanti et Fanti.

- 17 août, France : Louis Hachette fonde une maison d'édition à Paris.

## Naissances
- 21 août : Karl Gegenbaur, anatomiste allemand († 1903).
- 23 août : Félix-François Barthélémy Genaille, peintre français († 27 novembre 1885).
- 30 août : Benjamin Eugène Fichel, peintre français († 1er février 1895).

## Décès
- 13 août : René-Théophile-Hyacinthe Laennec (né en 1781), médecin français.
- 17 août : Edmée Brucy, artiste-peintre française (° 9 mai 1795
- 26 août : Giovanni Paradisi (né en 1760), mathématicien et homme politique italien.